# Sílvio Mazzuca
Sylvio Mazzuca (São Paulo, 21 de maio de 1919 — São Paulo, 22 de janeiro de 2003) foi um maestro, pianista, compositor e arranjador brasileiro. É pai do também músico Sylvio Mazzuca Jr. (Sylvinho Mazzuca), compositor, arranjador e baixista. Sua orquestra integrou o programa musical Festa Baile, da TV Cultura, na década de 1980.